# 생명의 토지 상
생명의 토지 상(Land for Life Award)은 지속가능한 토지관리 활동의 확산을 위하여 유엔사막화방지협약(UNCCD) 제10차 총회에서 창원이니셔티브의 일환으로 제정된 상이다. 2012년부터 시상될 예정이다.

## 같이 보기
- 국제 연합 사막화 방지 협약